# Christian Clemens (Fußballspieler)
Christian Clemens (* 4. August 1991 in Köln) ist ein ehemaliger deutscher Fußballspieler. Der ehemalige Nachwuchsnationalspieler spielte zuletzt für den 1. FC Düren.

## Vereinskarriere

### 1. FC Köln
Clemens wuchs in Köln-Chorweiler auf und begann seine Karriere 1997 beim SC Köln Weiler-Volkhoven; 2001 wechselte er in die Jugendabteilung des 1. FC Köln. Von 2009 bis 2010 bestritt er für dessen zweite Mannschaft in der Regionalliga West elf Spiele.
Ab der Saison 2010/11 gehörte er der ersten Mannschaft an, für die er am 15. August 2010 im DFB-Pokal-Spiel gegen den ZFC Meuselwitz debütierte. Sein Bundesligadebüt gab er am 12. September 2010 (3. Spieltag) beim 1:0-Sieg im Heimspiel gegen den FC St. Pauli. Sein erstes Bundesligator erzielte er am 11. Dezember 2010 (16. Spieltag) beim 1:0-Sieg im Heimspiel gegen Eintracht Frankfurt. Erstmals zwei Tore in einem Spiel erzielte er am 10. Dezember 2011 beim 4:0-Sieg gegen den SC Freiburg, dabei verwandelte er einen Eckball direkt. Dieser Treffer wurde zum Tor des Monats gewählt. Am Ende der Saison 2011/12 stieg er mit dem 1. FC Köln aus der Bundesliga ab. Sein Vertrag war bis zum 30. Juni 2014 gültig.

### FC Schalke 04
In der Sommerpause 2013 wechselte Clemens zum FC Schalke 04. Er erhielt einen Vierjahresvertrag und das Trikot mit der Rückennummer 11. Sein erstes Pflichtspiel für die Schalker bestritt er am 5. August 2013 in der ersten Runde des DFB-Pokals gegen den FC Nöttingen, das mit 2:0 gewonnen wurde. Clemens spielte 90 Minuten lang und sah in der Begegnung die Gelbe Karte. Sein erstes Punktspiel für die Königsblauen bestritt er am ersten Spieltag der Saison 2013/14 beim 3:3 im Spiel gegen den Hamburger SV, in dem er in 90 Minuten den letzten Treffer des Spiels vorbereitete. Aufgrund der großen Konkurrenz auf seiner Position (u. a. Julian Draxler, Dennis Aogo und Leon Goretzka) kam er nur selten zum Einsatz; verletzungsbedingt beendete er die Saison nach nur elf Punktspielen.

### 1. FSV Mainz 05
In der Winterpause der Saison 2014/15 wechselte er auf Leihbasis zum Ligakonkurrenten 1. FSV Mainz 05, bei dem er einen bis zum 30. Juni 2016 gültigen Vertrag erhielt. Im ersten Rückrundenspiel beim Mainzer 5:0-Sieg gegen den SC Paderborn 07 absolvierte er 90 Minuten. Am 21. Februar 2015 (22. Spieltag) erzielte er im Heimspiel gegen Eintracht Frankfurt sein erstes Bundesligator für die Mainzer. Ende April 2016 nutzte der 1. FSV Mainz 05 eine Kaufoption und stattete Clemens mit einem bis zum 30. Juni 2019 laufenden Vertrag aus.

### Rückkehr zum 1. FC Köln
Clemens wechselte zum 1. Januar 2017 zurück zum 1. FC Köln. Sein Vertrag lief bis 30. Juni 2021. Sein erstes Spiel absolvierte er am 22. Januar 2017 in der Bundesliga gegen den 1. FSV Mainz 05, seinen ehemaligen Verein; das Spiel endete 0:0.
Anfang Januar 2021 wurde Clemens, der an den ersten 14 Spieltagen der Saison 2020/21 nicht zum Einsatz gekommen war, von der sportlichen Leitung um den Geschäftsführer Horst Heldt und den Cheftrainer Markus Gisdol gemeinsam mit Frederik Sørensen und Robert Voloder aus dem Profikader gestrichen und sollte in die zweite Mannschaft versetzt werden. Laut Heldt war die Kaderreduzierung nötig, um „mehr Qualität in die Trainingsformen zu bekommen“. Der 29-Jährige wurde jedoch zunächst freigestellt, um sich einen neuen Verein zu suchen.

### SV Darmstadt 98
Nachdem Clemens beim 1. FC Köln aussortiert worden war, einigte er sich mit dem Verein Mitte Januar 2021 auf eine Vertragsauflösung, um in die 2. Bundesliga zum SV Darmstadt 98 wechseln zu können. Er erhielt einen Vertrag bis zum Ende der Saison 2020/21 und traf auf den Cheftrainer Markus Anfang, unter dem er in der Saison 2018/19 in Köln gespielt hatte. Am 17. Januar 2021 gab er sein Debüt für die Südhessen bei der 3:0-Auswärtsniederlage gegen den 1. FC Heidenheim, als er in der 70. Spielminute für Tim Skarke eingewechselt wurde. In der Saison 2020/21 kam er auf vierzehn Einsätze, ein Tor und erreichte mit der Mannschaft Platz 7.

### Wechsel nach Polen Karriereende in Düren
Im Februar 2022 wechselte er nach Polen zu Lechia Gdańsk und ein Jahr später zum 1. FC Düren, bei dem er seine Karriere im Juli 2024 beendete.

## Nationalmannschaft
Clemens durchlief von 2007 bis 2010 die DFB-Nachwuchsmannschaften der Altersklasse U16 bis U19 und gab am 6. September 2010 sein Debüt in der U20-Nationalmannschaft beim 3:2-Sieg über die Auswahl aus der Schweiz, bei dem er auch sein erstes Tor für diese Auswahlmannschaft erzielte. Am 6. Februar 2011 wurde er für das Länderspiel gegen die griechische U21 am 9. Februar nachnominiert und kam in Athen beim torlosen Unentschieden auch zu seinem Debüt in dieser Altersklasse.

## Spielweise
Clemens wird überwiegend als Flügelspieler auf der linken oder rechten Seite eingesetzt, kann aber auch auf der „Acht“, also im zentralen Mittelfeld spielen. Er selbst sieht seine Stärken in seinen Flanken, seinem Verhalten in den Eins-gegen-Eins-Situationen und auch seiner Schnelligkeit. Seine Art zu spielen wird daneben auch von seiner Dynamik und Schussstärke geprägt.

## Sonstiges
Clemens war mit der ehemaligen Fußballspielerin Lynn Mester liiert, die bis 2011 für Bayer 04 Leverkusen spielte.
Clemens’ jüngerer Bruder Michael ist ebenfalls Fußballspieler gewesen und stand lange Zeit bei der zweiten Mannschaft des 1. FC Köln unter Vertrag. Aktuell arbeitet er als Scout für den MSV Duisburg.
Seit Januar 2024 spielt Clemens in der von Mats Hummels und Lukas Podolski gegründeten Hallenfußball-Liga Baller League.

## Erfolge
1. FC Köln
- Deutscher Zweitliga-Meister: 2018/19

## Auszeichnungen
- Torschütze des Monats Dezember 2011[25]